# جیهو گوردون
جیهو گوردون (انگلیسی: Jehue Gordon؛ زادهٔ ۱۵ دسامبر ۱۹۹۱) دونده اهل ترینیداد و توباگو است.